# Серупане
Серупане (англ. Serupane) — одна з місцевих громад, що розташована в районі Лерібе, Лесото. Населення місцевої громади у 2006 році становило 11 328 осіб.